# Montalbano Jonico
Pour les articles homonymes, voir Montalbano.
Montalbano Jonico est une commune de la province de Matera, dans la région Basilicate, en Italie.

## Administration
| Période                                  | Période  | Identité          | Étiquette    | Qualité |
| ---------------------------------------- | -------- | ----------------- | ------------ | ------- |
| 5 avril 2005                             | En cours | Leonardo Giordano | Lista Civica |         |
| Les données manquantes sont à compléter. |          |                   |              |         |

### Hameaux
Borgo Nuovo.

### Communes limitrophes
Craco, Pisticci, Scanzano Jonico, Stigliano, Tursi.

## Personnalités
Francesco Lomonaco (1772-1810), Ecrivain et homme politique italien est né à Montalbano Jonico